# Xiezhi

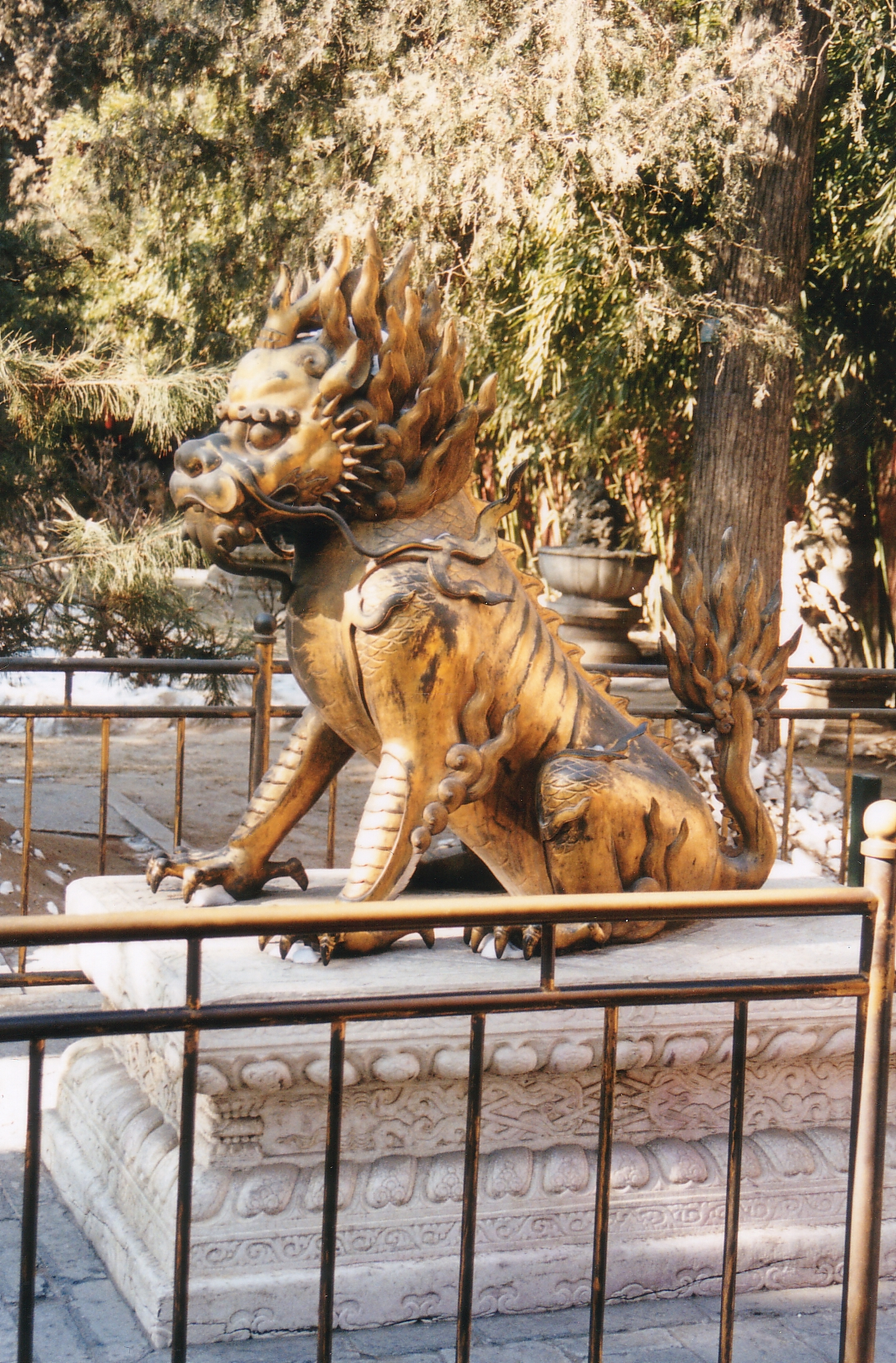

Xiezhi (chiń. 獬豸, pinyin: xièzhì) – mityczny potwór chiński, kozioł-jednorożec, w niektórych przekazach opisywany jako hybryda lwa i smoka. Wierzono, iż posiada zdolność odróżniania prawdy od fałszu, zła od dobra, zalet od wad.
W czasach chińskiej dynastii Ming i Qing urzędnicy państwowi nosili ubrania i nakrycia głowy z wyszywanymi wizerunkami xiezhi jako symbolu prawdy i sprawiedliwości.
Najwcześniejsze wzmianki o xiezhi rzekomo mają pochodzić z czasów Shuna (2258 do 2208 p.n.e.), legendarnego władcy Chin, który według tradycji wprowadził w życie pierwszy kodeks prawny w tym kraju. W starożytnej mitologii chińskiej xiezhi towarzyszył bogu sprawiedliwości Gao Yao nazywanemu też Tingjian w rozstrzyganiu trudnych sporów prawnych, w których xiezhi nieomylnie wskazywał kłamcę lub winnego przebijając go swoim rogiem.